# Curt Schlüter

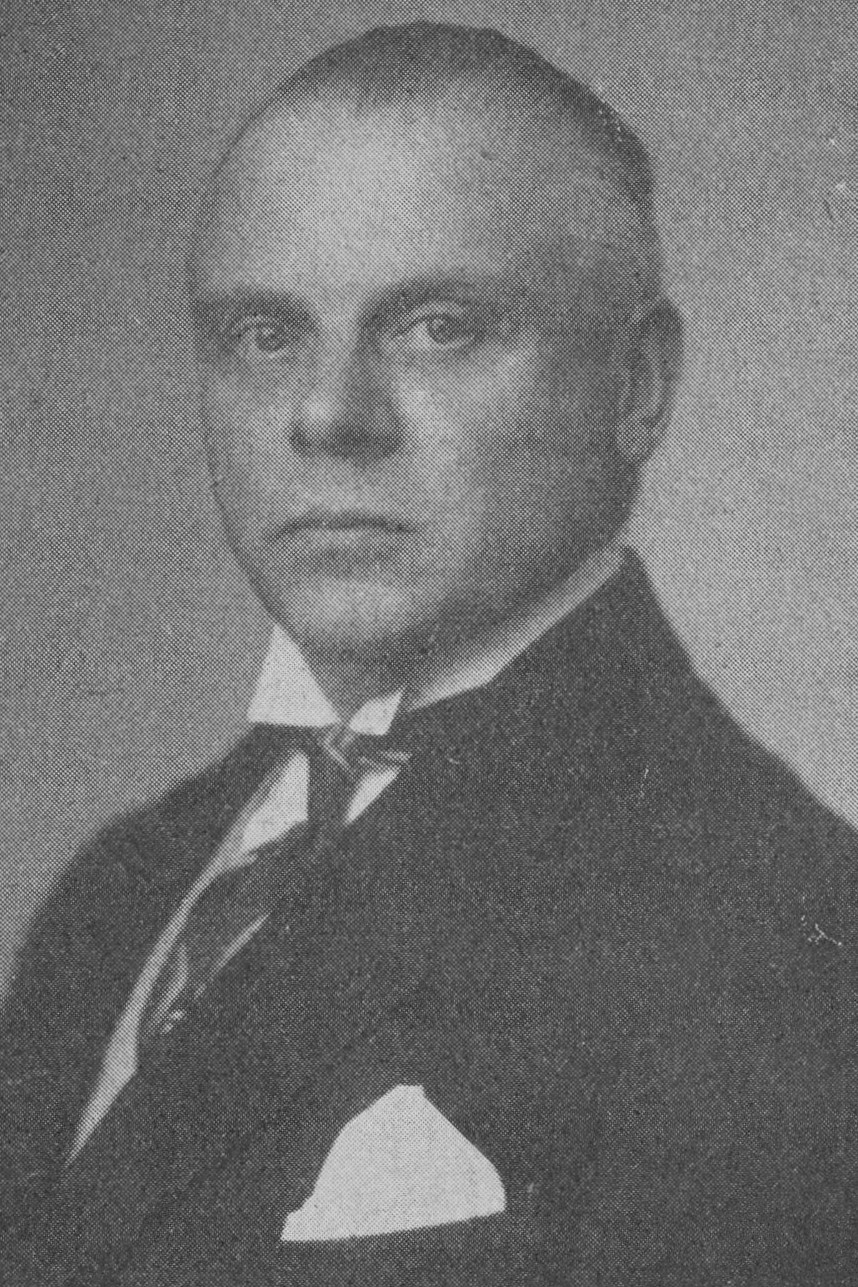
Curt Schlüter, um 1928

Johannes Ernst Curt Schlüter (* 22. September 1881 in Halle (Saale); † 1. Mai 1944 ebenda) war ein deutscher Naturwissenschaftler und Unternehmer.

## Leben
Schlüter war ein Sohn des Naturalienhändlers und Unternehmers Wilhelm Schlüter. Nachdem er zunächst Apotheker geworden war, legte er 1906 nachträglich das Abitur ab und studierte an den Friedrichs-Universität Halle und der Universität Leipzig naturwissenschaftliche Fächer. Dabei legte er einen Schwerpunkt auf Zoologie, Botanik, Mineralogie und Chemie. 1906 wurde er Mitglied des Corps Borussia Halle. 1921 erhielt er auch noch das Band des Corps Friso-Luneburgia. 1911 wurde er in Leipzig zum Dr. phil. promoviert. In diesem Jahr trat er anstelle seines Bruders Willi Schlüter, der sich aus gesundheitlichen Gründen ins Privatleben zurückziehen musste, als Teilhaber in die väterliche Firma Wilhelm Schlüter, Naturwissenschaftliches Institut in Halle ein und wurde deren wissenschaftlicher Leiter. Die Firma wurde 1924 in Naturwissenschaftliche Lehrmittel-Anstalt von Dr. Schlüter und Dr. Maß umbenannt, nachdem ihr Teilhaber Otto Maß zum Dr. phil. nat. h. c. ernannt worden war. Die Firma beschäftigte sich mit der Einrichtung von Universitäten und Lehranstalten im In- und Ausland in den Bereichen der Anthropologie, Botanik, Chemie, Mikroskopie, Mineralogie, Zoologie und des Lichtbildwesens. 
Am Ersten Weltkrieg nahm er als Batterieführer und Adjutant des Artilleriekommandeurs teil. Von 1918 bis 1929 gab Curt Schlüter die Schädlingstafeln der Deutschen Gesellschaft für angewandte Entomologie heraus. 1927 unternahm er eine sechsmonatige Studienreise nach Ceylon und dem Malaiischen Archipel.

## Auszeichnungen
- Ernennung zum Ehrenbürger der Universität München
- Verleihung des Eisernen Kreuzes II. und I. Klasse
- Verleihung des Ernestinischen Hausordens
- Verleihung des Friedrichs-Ordens 2. Klasse mit Schwertern